# Andreas Ertl
Andreas Ertl (Lenggries, 30 settembre 1975) è un allenatore di sci alpino ed ex sciatore alpino tedesco.
È fratello di Martina, a sua volta sciatrice alpina di alto livello.

## Biografia

### Carriera sciistica

#### Stagioni 1992-2001
Sciatore polivalente, Ertl debuttò in campo internazionale ai Mondiali juniores di Maribor 1992; due anni dopo nella rassegna iridata giovanile di Lake Placid 1994 vinse la medaglia d'argento nella combinata. Esordì in Coppa Europa il 5 dicembre 1994 a Geilo/Hemsedal piazzandosi 13º in slalom speciale e in Coppa del Mondo il 12 dicembre successivo nello slalom speciale di Sestriere, che non completò. Il 29 gennaio 1995 a Bischofswiesen salì per la prima volta sul podio in Coppa Europa (3º in slalom gigante) e conquistò i primi punti in Coppa del Mondo arrivando 27º il 20 febbraio successivo nello slalom gigante di Furano.
Esordì ai Mondiali a Sierra Nevada 1996, dove si classificò 20º nello slalom gigante e non concluse lo slalom speciale; l'anno dopo nella rassegna iridata di Sestriere non portò a termine né lo slalom gigante né lo slalom speciale. Ai Mondiali di Vail/Beaver Creek1999 colse il suo miglior piazzamento iridato individuale con il 9º posto ottenuto nella combinata; fu inoltre 22º nel supergigante e uscì nella prima manche sia nello slalom gigante sia nello slalom speciale. Anche ai successivi Mondiali di Sankt Anton 2001 non completò lo slalom speciale, unica gara cui prese parte.

#### Stagioni 2002-2006
Il 16 marzo 2002 a Le Grand-Bornand salì per la seconda e ultima volta sul podio in Coppa Europa (3º in slalom speciale) e nello stesso anno ottenne il suo miglior piazzamento in Coppa del Mondo con l'11º posto nello slalom gigante della Gran Risa in Alta Badia del 22 dicembre. Ai successivi Mondiali di Sankt Moritz 2003 uscì nuovamente nella prima manche sia nello slalom gigante sia nello slalom speciale.
Ai Mondiali di Bormio/Santa Caterina Valfurva 2005, sua ultima presenza iridata, Ertl vinse la medaglia d'oro nella gara a squadre, si piazzò 29º nel supergigante e non completò slalom gigante e slalom speciale. La sua ultima gara in Coppa del Mondo fu il supergigante di Garmisch-Partenkirchen del 29 gennaio 2006, che chiuse al 25º posto; dopo aver fallito alla qualificazione ai XX Giochi olimpici invernali di Torino 2006 si ritirò dalle gare e fu per l'ultima volta in carriera al cancelletto di partenza in occasione dei Campionati tedeschi del 2006, il 1º aprile seguente a Oberstdorf, quando vinse la sua ultima medaglia nazionale: l'argento nello slalom gigante.

### Carriera da allenatore
Dopo il ritiro è divenuto allenatore nei quadri della Federazione sciistica della Germania, occupandosi prima del settore giovanile quindi, dalla stagione 2020-2021, assumendo l'incarico di direttore sportivo della nazionale di sci alpino tedesca.

## Palmarès

### Mondiali
- 1 medaglia:
  - 1 oro (gara a squadre a Bormio/Santa Caterina Valfurva 2005)

### Mondiali juniores
- 1 medaglia:
  - 1 argento (combinata a Lake Placid 1994)

### Coppa del Mondo
- Miglior piazzamento in classifica generale: 85º nel 1998

### Coppa Europa
- Miglior piazzamento in classifica generale: 41º nel 2002
- 2 podi:
  - 2 terzi posti

### Campionati tedeschi
- 13 medaglie (dati dalla stagione 1994-1995)[3]:
  - 3 ori (slalom speciale nel 2000; slalom speciale nel 2001; slalom gigante nel 2004)
  - 4 argenti (slalom gigante nel 1995; slalom speciale nel 1996; slalom speciale nel 1999; slalom gigante nel 2006)
  - 6 bronzi (slalom gigante nel 1996; slalom gigante nel 2000; slalom gigante nel 2002; slalom gigante nel 2003; supergigante, slalom speciale nel 2004)